# Flexamia albidus
Flexamia albidus är en insektsart som beskrevs av Henry Fairfield Osborn och Ball 1897. Flexamia albidus ingår i släktet Flexamia och familjen dvärgstritar. Inga underarter finns listade i Catalogue of Life.